# Goya megye
Goya egy megye Argentínában, Corrientes tartományban. A megye székhelye Goya.

## Települések
Önkormányzatok és települések (Municipios y comunas)
- Goya